# Seznam armadnih skupin Kopenske vojske Združenih držav Amerike
Seznam armadnih skupin Kopenske vojske Združenih držav Amerike.

## Seznam
- 1. armadna skupina (ZDA)
- 6. armadna skupina (ZDA)
- 12. armadna skupina (ZDA)
- 15. armadna skupina (ZDA)